# Bubblan (stol)
Bubblan (engelska: Bubble Chair), är en fåtölj, som formgavs av finländaren Eero Aarnio 1968. Den har ett skal av genomskinlig akrylplast med en ring av rostfritt stål och är försedd med kuddar av läder.
Stolen är en vidareutveckling av Åskbollen och har samma grundform av en sfär med 525 millimeters radie med en sned avskärning. Formgivningen är ytterligare reducerad. Den saknar fot eller ställning och är avsedd att monteras hängande från taket. Liksom Åskbollen medger det omslutande skalet att den som sitter i fåtöljen är i hög grad ljudmässigt avskärmad från omgivningen.
Bubblan salufördes ursprungligen av Asko, liksom den tidigare utvecklade Åskbollen. Den saluförs numera av tyska Adelta. 
Bubblan är idag en modernistisk industridesignklassiker och har i olika sammanhang i filmer och andra sammanhang använts för att associera till rymdåldern.